# Гурам Панджикідзе
Гурам Іванович Панджікідзе (22 квітня 1933, Тбілісі — 1997, Тбілісі) — грузинський письменник.

## Біографія
Гурам Іванович Панджикідзе народився 22 квітня 1933 року в Тбілісі, в сім'ї педагога. У 1956 році закінчив металургійний факультет Тбіліського політехнічного інституту. Працював на металургійному заводі в Руставі, а потім в Політехнічному інституті.
Перша його книга — збірка гумористичних оповідань «Від Зестафоні до Аргентини» — вийшла в 1958 році. Потім в Тбілісі публікуються ще кілька збірок нарисів і оповідань Гурама Панджикідзе. Він багато їздить по Радянському Союзу і за кордоном. З успіхом виступає як спортивний журналіст. У 1967 році в журналі «Цискари» і незабаром у видавництві «Сабчота Сакартвело» виходить перший роман Панджикідзе «Сьоме небо». У 1971 році в журналі «Дружба Народів» публікується російський переклад роману, і в тому ж році у видавництві «Молода гвардія» він виходить окремою книгою. Це був перший твір письменника, перекладене на російську мову. А в 1972 році роман вийшов в українському перекладі в видавництві «Молодь», в Києві. «Сьоме небо» викликало жвавий інтерес серед читачів і численні відгуки критики. Роман було інсценовано в Грузії. В 1970 році в Тбілісі виходить збірка оповідань Панджікідзе «Сніжний день» — про металургів, про трудівників радянського союзу. Відповідаючи на запитання анкети «Дружба народів» Гурам Панджікідзе писав:

«Мене дуже турбує питання духовного світу людини, її психічні і моральні відносини до технічного прогресу. Мене хвилює і турбує, що сьогодні певна частина людей залишається холодною і байдужою один до одного, що вони можуть абсолютно байдуже пройти повз чужого горя… нам треба більше писати про людей героїчного духу та інтелекту»

У наступному романі письменник з ще більшою енергією втілює це своє творче кредо. Роман «Камінь чистої води» був надрукований в 1971 році в журналі «Цискари». 
у 1972 році він вийшов окремою книгою в Грузії. Російською мовою роман був надрукований в 1973 році в журналі «Дружба народів». У тому ж році був опублікований в книжковому варіанті. Українською мовою роман вийшов у видавництві «Молодь», у 1988 році. 
Назва роману має по-грузинськи два значення: «Камінь чистої води» і «Чесні Очі». Це книга про двох дійсно чесних, добрих і чистих людей, наділених розумом і інтелектом. Але один з них малолїток безпорадний в життєвому плані і тому слабкий, а інший твердо стоїть на землі, мужньо і гідно долаючи найстрашніші для людини випробування.
Єдине звернення Панджикідзе до наукової фантастики — об'ємний роман «Спіраль» (груз. 1985-86; рос. 1989), присвячений пересадці мозку.
Гурам Панджікідзе помер в 1997 році, в Тбілісі. Похований в Пантеоні письменників і громадських діячів Грузії Дідубе.
Його дочка Майя Панджікідзе в жовтні 2012 року стала міністром закордонних справ Грузії.

## Романи
- Спіраль
- Активний сонячний рік
- Сьоме небо
- Камінь чистої води (Чесні очі)